# Epitoxis typica
Epitoxis typica là một loài bướm đêm thuộc phân họ Arctiinae, họ Erebidae.